# 通信教導隊 (陸上自衛隊)
通信教導隊（つうしんきょうどうたい、JGSDF Signal School Unit：SSU）は、陸上自衛隊久里浜駐屯地（神奈川県横須賀市）に駐屯する陸上自衛隊システム通信・サイバー学校隷下のシステム通信科の教導隊（教育支援部隊）である。

## 概要
通信教導隊は陸上自衛隊システム通信・サイバー学校の入校学生に対する教育支援や戦術の研究、教範の作成支援などを行い、全通信部隊の範となるべく創設された。
また、過去には防衛庁長官直轄部隊に所属する女性隊員の持続走集合訓練を担任していたが現在は行われていない。
2017年（平成29年）度以降、当隊に女性自衛官教育隊の一部の教育要員が派遣されており、自衛官候補生課程（女子）の教育を実施している。

## 沿革
- 1956年（昭和31年）1月25日：通信教育隊が久里浜駐屯地において編成完結。
- 1957年（昭和32年）1月17日：通信教育隊（久里浜駐屯地）を改編し、臨時教導隊を編成。
- 1958年（昭和33年）6月25日：通信教導隊が久里浜駐屯地において編成完結。
- 1993年（平成05年）：対電子小隊を新編。
- 1998年（平成10年）：本部管理中隊を新編し大隊編成となる。
- 2002年（平成14年）3月27日：後方支援体制移行に伴い、整備部門を東部方面後方支援隊通信教育直接支援中隊に移管。
- 2017年（平成29年）4月8日：自衛官候補生課程（女子）の教育を開始。

## 部隊編成
- 通信教導隊本部
- 本部管理中隊「通教-本」
- 第1通信中隊「通教-1」
- 第2通信中隊「通教-2」

## 整備支援部隊
- 東部方面後方支援隊通信教育直接支援中隊「通教直支」（久里浜駐屯地）：2002年（平成14年）3月27日から

## 主要装備等
- 陸上自衛隊のC4Iシステム
- 89式5.56mm小銃
- その他、陸上自衛隊の装備品一覧を参照。